# UNDER/SHAFT
《UNDER/SHAFT》（アンダー・シャフト）是黒崎真音的第五張單曲。2012年10月17日由Geneon Universal Entertainment Japan, LLC.發售。

## 概要
- 歌手黒崎真音的主要歌曲。
- 《UNDER/SHAFT》是電視動畫《軍火女王 PERFECT ORDER》的主題曲，而《Crimson roses》是黒崎真音的個人歌曲。
- 分成初回限定盤與通常盤兩款，前者附錄《UNDER/SHAFT》的PVDVD。

## 收錄曲
1. UNDER/SHAFT [4:05]
作詞：黒崎真音、作曲・編曲：R・O・N
2. Crimson roses [5:09]
作詞：黒崎真音、作曲・編曲：齋藤真也
3. UNDER/SHAFT（Instrumental）
4. Crimson roses（Instrumental）

## DVD
- 初回限定盤附錄。

1. UNDER/SHAFT（PV）

## 結合
| 曲名        | 結合                                     |
| ----------- | ---------------------------------------- |
| UNDER/SHAFT | 電視動畫《軍火女王 PERFECT ORDER》主題曲 |